# Rastislav Delpin
Rastislav Delpin  (partizansko ime Zmago), slovenski partizan, častnik in narodni heroj, * 2. september 1920, Podgora, Italija, † 26. december 1956, Šempeter pri Gorici.
Leta 1939 so italijanske oblasti pred posebnim sodiščem za zaščito države v Rimu Delpina obsodile na leto zapora. V OF se je vključil 1942 in odšel 1943 v partizane, kjer je bil bataljonski in nato brigadni obveščevalec. Kot vodja skupine VOS v Goriških Brdih se je odlikoval v sabotažnih akcijah. Rezervni poročnik JLA Delpin je pozneje postal komandir divierzantske enote pri brigadi Simona Gregorčiča. Po vojni je delal kot pripadnik državne varnosti  v Trstu in Gorici, zavezniška vojaška uprava ga je 1945 aretirala in ga obsodila na 5 let zapora. Po 2 letih in pol so ga izpustili in preselil se je v Jugoslavijo.

## Odlikovanja
- red narodnega heroja
- red zaslug za ljudstvo II. stopnje
- red bratstva in enotnosti II. stopnje
- red za hrabrost
- medalja za hrabrost